# سانت أغاث دس مونتس (كيبك)
سانت أغاث دس مونتس، كيبك (بالإنجليزية: Sainte-Agathe-des-Monts)‏ هي مدينة كندية تقع في مقاطعة كيبك. تبلغ مساحة هذه المدينة 128.3759 (كم²)، ويبلغ عدد سكانها 9679 نسمة حسب إحصاء سنة 2006 م، بينما كان يسكنها 8687 نسمة في سنة 2001 م. تحتل هذه المدينة المرتبة رقم 392 بين مدن كندا حسب عدد السكان والمرتبة رقم 98 في المقاطعة. النمو سكاني في هذه المدينة يقدر بـ().

## أعلام
- آرثر فاريل
- بريتاني فيلان
- روني ستيرن
- جوناثان دروين
- جون فرنسيس يونغ
- جان بيار ماسون
- جين قاي برونيه

## وصلات خارجية
- الأطلس الحكومي لكندا
- إحصاءات كندا مع ساعة تعداد السكان